# Karel Klaver
Karel Klaver (Amsterdam, 29 september 1978) is een voormalig Nederlands hockeyer. Hij speelde tot op heden (peildatum 22 april 2007) 132 officiële interlands (53 doelpunten) voor de Nederlandse hockeyploeg.
Zijn debuut voor het Nederlands elftal maakte de vliegensvlugge spits op vrijdag 22 juni 2000 in de oefeninterland Nederland-Spanje (1-1).
Klaver speelde achtereenvolgens voor Xenios, Hurley en HC Bloemendaal. Met die laatste club won hij in 2002 de landstitel, hoewel hij ontbrak tijdens de play-offs. Reden daarvoor was een ernstig ongeluk in april van dat jaar, toen Klaver per ongeluk een bal op het hoofd kreeg na een uithaal van ploeggenoot Remco van Wijk. Hij verbleef enkele dagen op intensieve zorg, en kwam uiteindelijk met de schrik vrij. Het voorval leidde tot een flinke discussie in het Nederlandse hockey, waarbij de vraag rees of de backhandslag afgeschaft moest worden en spelers voortaan een helm moesten dragen.
Na een ernstige knieblessure (ingescheurde patellapezen) waar hij te lang mee doorgespeeld heeft en een vergeefse knieoperatie, heeft hij in 2008 afscheid moeten nemen van het tophockey. Dit deed hij in stijl met zijn derde landstitel op rij met HC Bloemendaal.
Met ingang van het seizoen 2013/2014 is Karel Klaver hoofdtrainer bij het eerste herenteam van HV Myra uit Amstelveen. 

## Internationale erelijst
| JAAR | TOERNOOI               | PLAATS                 | RESULTAAT     |
| ---- | ---------------------- | ---------------------- | ------------- |
| 2001 | Champions Trophy       | Rotterdam, Nederland   | Brons         |
| 2002 | Wereldkampioenschap    | Kuala Lumpur, Maleisië | Brons         |
| 2003 | Champions Trophy       | Amstelveen, Nederland  | Goud          |
|      | Europees kampioenschap | Barcelona, Spanje      | Vierde plaats |
| 2004 | Olympische Spelen      | Athene, Griekenland    | Zilver        |
|      | Champions Trophy       | Lahore, Pakistan       | Zilver        |
| 2005 | Europees kampioenschap | Leipzig, Duitsland     | Zilver        |
|      | Champions Trophy       | Chennai, India         | Zilver        |
| 2006 | Champions Trophy       | Terrassa, Spanje       | Goud          |

Matthijs Brouwer · 
Ronald Brouwer · 
Jeroen Delmee · 
Geert-Jan Derikx · 
Rob Derikx · 
Marten Eikelboom · 
Floris Evers · 
Erik Jazet · 
Karel Klaver · 
Jesse Mahieu · 
Teun de Nooijer · 
Rob Reckers · 
Taeke Taekema · 
Klaas Veering · 
Guus Vogels · 
Sander van der Weide ·
Coach: Terry Walsh